# A nagyfőnök
A nagyfőnök (kínai írásjegyekkel: 唐山大兄, pinjin: Tang shan da xiong, magyaros: Tang san ta hsziung; jűtphing: Tong4 saan1 daai6 hing1, magyaros: Thong szán táj hing;  szó szerinti fordításban: „A nagy testvér a Tang hegyről”; az USA-ban The Big Boss) egy 1971-ben bemutatott, mandarin nyelvű hongkongi harcművészeti film Bruce Lee-vel a főszerepben. Ez a film volt Lee első harcművészeti mozifilmje. Különlegessége, hogy Lee későbbi filmjeitől eltérően (ellenségeihez hasonlóan, tőlük megszerezve) gyakran használ benne szúrófegyvert, kést vagy tőrt. A filmet Thaiföldön forgatták.

## Cselekmény
Ceng Chíu-ngón (Zeng Ciu-ngon) (鄭潮安) Thaiföldre érkezik rokonaihoz és hozzájuk hasonlóan egy jégfeldolgozó üzemben kezd dolgozni. Édesanyjának korábban megígérte, hogy nem harcol többet, így visszafogja magát akkor is, amikor a helyi munkások és rosszfiúk kikezdenek vele. Unokatestvérei felfedezik, hogy a jégfeldolgozó heroincsempészek fedőüzlete és ezért a japán nagyfőnök megöleti őket. Ceng ekkor bosszút esküszik.